# Grez-sur-Loing
Grez-sur-Loing település Franciaországban, Seine-et-Marne megyében. Lakosainak száma 1457 fő (2022. január 1.). Grez-sur-Loing Recloses, Saint-Pierre-lès-Nemours, Villiers-sous-Grez, Bourron-Marlotte, La Genevraye, Larchant és Moncourt-Fromonville községekkel határos.

## Népesség
A település népességének változása:
| Lakosok száma | 1417 | 1406 | 1447 | 1414 | 1413 | 1413 | 1421 | 1436 | 1457 |
|               | 2013 | 2015 | 2016 | 2017 | 2018 | 2019 | 2020 | 2021 | 2022 |